# Man mognar med åren
Man mognar med åren var Nynningens första skiva och kom ut på MNW 1972. Följande låtar finns på albumet:
Sida A:
1. Man mognar med åren
2. Förbannelse över byråkratismen
3. Den största kärleken
4. Folkets låt

Sida B:
1. Lagom till jul
2. Kapten Mesterton
3. Jag vill va ett djur igen
4. Dom som är vi
5. Studera